# Macellum i Pompeji
Macellum i Pompeji lå på byens forum og var som markedshal eller -område (macellum) for fødevarer et centralt sted i den antikke by Pompeji.
Bygningen blev opført i flere faser.
Jordskælvet 62 e.Kr. ødelagde mange områder af Pompeji og efterlod også et beskadet Macellum.
Under moderne udgravninger fandt forskerne en bygning, der endnu ikke ved vulkanudbruddet 79 e.Kr. var fuldstændig restaureret.
Af særlig interesse for forskningen er området på Macellums østlige side med den kejserlige kult.
Det tydeliggør, hvor meget den romerske kejserkult var forankret i romernes liv i det første århundrede.
De øvrige rum på østsiden er interessante som eksempler på forbindelsen mellem handelslivet og det offentlige liv.
Desuden kan markedet give indsigt i hverdagskulturen blandt andet ved fund af forskellige rester som mad og ting til dagligt brug og behov. Der er også eksempler på romersk vægmaleri.

## Beliggenhed
Macellum i Pompeji ligger i det yderste nordøstlige hjørne af byens forum.
Med byens tiltagende vækst var det blevet nødvendigt at aflaste forum.
Ved opdagelsen antog udgraverne det først for en slags pantheon – en bygning eller tempel indviet til flere guder – på grund af de tolv søjler i midten.
Men da der ved de efterfølgende udgravninger i rummene blev fundet korn og frugt på den nordlige side samt fiskeben og -skæl midt på området, indså man at der snarere var tale om et markedsområde.
Macellum havde tre indgange, to hovedindgange og en sideindgang.
Den første hovedindgang var midt på vestsiden ud til Forum, den anden hovedindgang midt på nordsiden på Via degli Augustali.
En sideindgang var østligt på sydsiden
og gav adgang via en lille trappe.
Macellum er orienteret en smule anderledes end Forum, idet
den bestemmes af forløbet af Via degli Augustali og Vico del Balcone Pensile i syd.
For at kompensere for denne afvigelse aftager rumdybden fra nord mod syd på de boder, der vender ud mod Forum.

## Bygningsmæssige detaljer

### Indgangsområdet og vestsiden
Foran facaden er der stadig tre stærkt restaurerede marmorsøjler fra Forums porticus med korintiske kapitæler.
Den nederste tredjedel af to af søjlerne er dekoreret med konvekse kannelurer
En del af entablement – de horisontale bygningsled, som hviler på søjlerne – hviler endnu på kapitæler.
Macellums forhal var særlig tæt kædet sammen sammen med Forums porticus.
To søjlerækker rejste sig over hinanden uden et mellemniveau (de: Zwischenboden)
derved fremstod porticus mere som en facade.
Soklerne til de æresstatuer der stod bag hver søjle er stadig på plads.
De mangler dog deres originale marmorbeklædning.
Andre baser eller fodstykker for æresstatuer var placeret foran hjørnerne af boderne på forsiden af bygningen.
Disse rum var opbygget af opus incertum (af murbrokker eller uregelmæssige sten)
og var sandsynligvis vekselboder.
Af yderligere en porticus inde i selve Macellum er der ikke bevaret søjler.
De eneste genkendelige spor er en rende til afledning af vand og deri spor af søjler.
| - Indgangsområdet og vestsiden - Indgangen til Macellum fra Forum med rester af en ædicula hvor der formentlig var en statue af kejseren. - Vue indefra hen over rotunden mod den vestlige hovedindgang ud mod Forum. Nogle af boderne mod syd ses i venstre side |

Hovedindgangen var opdelt i to passager med en to-buet ædicula til en statue med to elegante korintiske søjler.
Her var sandsynligvis en statue af kejseren.
Det kan således antages, at den kejserlige kult begyndte med indgangen til Macellum.
Begge korintiske søjler er dekoreret med kimærer, der ikke oprindeligt var en del af Macellum.
De tilhørte en af de store grave, Tomba delle Ghirlande ('guirlandegrave') på Via del Sepolchri (gravvej) foran Hercules-porten.
De var formodentlig ikke lavet i Pompeji, men sandsynligvis fra et værksted i Grækenland.
Måske var de fra et neoattisk værksted i Napoli eller Puteoli.
Derudover er der indvendig på vestsiden bevaret et eksempel på udsmykning i '4. stil' af romersk eller pompejanisk vægmaleri.
Det er tilsyneladende fra perioden efter 62 e.Kr.
Over soklen er der malet sorte felter indrammet med rødt, i hvis midte der er fremstillet mytologiske scener.
På dem ses Penelope genkende Odysseus, Io bevogtet af Argos, og Medea der tænker på sine børns død.
Mellem de enkelte vægpaneler er arkitektoniske udsigter på en hvid baggrund, med grønne og blegrøde bygninger vist i perspektiv.
Arkitekturelementerne rejser sig over de sorte vægpaneler og opdeler den øvre zone i felter med individuelle figurer malet mod en blå baggrund.
Man genkender en pige med udstyr til ofringer samt en satyr der blæser eller spiller på en aulos, en dobbeltfløjte.
Derudover indeholder vægmalerierne stilleben med fugle, fjerkræ, vinkander, frugt, blomster, kurve og fisk malet i folkekunstlignende stil.
Disse fremstillinger understøtter tolkningen af hele bygningskomplekset som et marked, macellum.
Et andet billede viser et æsel bekranset med eroter.
Ved siden af ses møllesten.
Dette maleri symboliserer formentlig en Vesta-fest, hvor æsler blev befriet fra deres arbejde.

### Den indre gård, nord- og sydsiden
Fra indgangene kommer man ind i en rummelig gård,
hvor der ikke er fundet rester af en porticus.
Sandsynligvis var genopbygningen stadig i gang efter jordskælvet i 62 e.Kr.
Under udgravninger fandt man stylobat af travertin – søjlefod af frådsten – for kolonnaden på nordsiden og for et lille stykke på vestsiden.
Sandsynligvis var søjlerne i porticus endnu ikke blevet rejst.
Det var ikke det eneste sted, man kunne se genopbygningsarbejdet.
De indvendige omsluttende vægge (de: Umfassungsmauern/en: walls of the inner enclosure) samt rum i syd og øst går tilbage til restaureringerne i 62.
De er opbygget som opus incertum, murværk med blandet udfyldning.
Kun hjørnesøjlerne er lavet af mursten og små tufblokke i opus listatum, ↄ: murværk hvor mindre sten og mursten veksler.
Tolv boder eller butikker – tabernae (latin)  – lå på begge sider af sideindgangen.
De solgte levnedsmidler, og var placeret på nordsiden, så varerne var beskyttet mod det stærke sollys og holdt friske.
Her blev der fundet figner, druer, kastanjer, bælgfrugter, brød, kager, amforaer og frugter i krukker – nu i Napoli-museet.
Boderne var kun åbne ud mod Via degli Augustali og havde ingen forbindelse til det indre af Macellum.
Den østlige mur såvel som vestlige dele af nordmuren var opmuret med opus incertum til en højde på ca. 1,35 m, derover bestod den af kalksten og tuf.
Over boderne antager man en etage hvor slagtersvende og andet personale boede, en mansardetage.
Foran dette løb et trægalleri.
Da der ikke blev fundet trapper inde i Macellum, må adgangen have været udefra.
På sydsiden ved siden af kød- og fiskehallen på Via del Balcone Pensile lå den tredje indgang.
Via del Balcone Pensile var en blindgyde efter opførelsen af larhelligdommen.
Ydervæggen på denne side nåede op til højden af larhelligdommen (ca. 13 m) opført som opus reticulatum, murværk af netformede, firkantede sten.
Dette murværk bestod af forskelligt farvede tufsten, arrangeret i rækker, omsluttet (de: eingefasst) af pilastre af mursten.
Stukbelægning var unødvendig på grund af den farverige fremtoning.
Ifølge nogle arkæologer er dette nok det smukkeste eksempel på en mur fra den sidste bygningsfase i Pompeji.
Det efterfølges af en mur af opus incertum, ældre murværk, sandsynligvis fra en ældre konstruktionsfase.
Inde i Macellum er der på sydsiden vest for indgangen elleve butikker.
De har alle omtrent samme størrelse og struktur.
De var beregnet til at sælge mad, sandsynligvis kød og fisk.

### Midterområdet
I midten af Macellum er de allerede nævnte tolv fodstykker eller baser for søjlerne.
I begyndelsen blev de anset for at være rester af en rotunde eller tholos.
Man forestillede sig i begyndelsen at det var stedet for et bassin og en brønd.
Man antog at den runde struktur var efter forbillede af andre markeder som østgræske, afrikanske eller de romerske som i Puteoli, ('små kilder', byen hedder nu Pozzuoli).
Amedeo Maiuris udgravninger gav derimod klarhed om fodstykkernes formål og det tolvkantede område. Man fandt en stor mængde fiskeben og -skæl i den centrale afløbskanal, og det peger på at stedet snarere har været til fiskesalg.
Fiskene blev afskællet og rengjort her.
De tolv søjlebaser holdt træstolper, som var indlejret i jorden og forankret til baserne.
Disse træstolper understøttede et trætag.
I midten af det centrale tolvkantede område var der sandsynligvis en brønd, men der var intet bassin.
Soklerne blev restaureret i 1800-tallet efter at være fundet i meget dårlig stand.
De består af tuf og er arrangeret i en polygon.
Det indre område afgrænses af en lav kant eller forhøjning af marmor,
der skulle forhindre vandet i at strømme ud af midterområdet til ydersiden.
Gulvet er en blanding af knust sten, travertin, marmor og mørtel.
Da dette område blev udgravet under Giuseppe Fiorelli, blev det endnu betragtet som en slags pantheon og også betegnet sådan.
| - Vuer hen over midterområdet med rotunden - Det centrale område med søjlebaser til rotunden. Set mod hovedindgangen fra Forum - Mod nordøst og den anden hovedindgang på nordsiden Mod øst ses rum for collegier og kejserkulten - Mod sydøst med rummet for salg af kød og fisk og på sydsiden rækken af boder, tabernae |

### Østsiden: Midterste rum for kejserkulten
På østsiden var der yderligere tre rum,
som ligger højere end resten af Macellum.
Området i midten var reserveret den kejserlige familie, det var rummet for kejserkulten.
I nogle bøger kaldes dette rum sacellum (kapel).
Man kommer dertil via en trappe med fem trin.
Rummet er ret simpelt udstyret i forhold til resten.
Indgangen var udsmykket med et stavmønster (de: 'Stabmuster').
På bagvæggen var en piedestal, og på sidevæggene hver to nicher indlejret.
I nicherne på højre side var der en gipsafstøbning (efter nogle arkæologers mening er det dårlige kopier ) af de to statuer, der findes her. Originalerne er nu i Napoli Nationalmuseum.
De blev fejlagtigt antaget for at være portrætter af Marcellus og Octavia, kejser Augustus' søster. 
Marcellus var protektor for Pompeji, så det kunne være et rimeligt gæt.
I den anden niche antog man Agrippina og Nero.
I dag antages det, at det drejer sig om to andre endnu ikke identificerede medlemmer af den kejserlige familie.
Derudover fandt man her en arm med en globus i hånden.
Den hørte måske til kejserstatuen.
Ifølge Heinrich Nissen blev bagvæggen i rummet brudt under en udgravning i antikken.
Tre af de fem statuer blev afdækket (de: geborgen)
Derudover er der kun to mulige kombinationer af statuerne:
1) I den centrale position står en statue af Augustus som Jupiter med en globus i hånden, i de højre nicher Livia og Drusus og i venstre nicher Tiberius og Germanicus.(Nissen, s. 282)
2) Det er dog mere sandsynligt, at der centralt på bagvæggen på basis var en statue af Jupiter, og i nicherne til venstre Livia og Augustus og til højre Drusus og Tiberius. I sin levetid lod Augustus sig ikke fremstille som Jupiter med kloden.(Nissen, s. 282)
De to bevarede statuer er ifølge Nissen Livia og Drusus.
Han ville bevise det ved at sige, at indskriften under statuen af den påståede Livia kunne have været:
AVGVSTAE.IVLIAe

DRVSI.F

DIVI.AVGVSTI

D.D.

Mere end hundrede år senere hævdede Paul Zanker, at Augustus havde ladet sig blev portrættere som en Jupiter-type, og at i højre niche var dignitarier fra byen, der havde ydet fremragende service for markedet.
Manden, der sandsynligvis allerede var død på det tidspunkt statuen blev oprettet, var fremstillet heroisk overdrevet efter model af kejseren med drapperede hofter og nøgen overkrop.
Kvinden er afbildet som præstinde med krans og røgelsesboks.
Hun var måske sacerdos publica (sacerdos, slags præst) der spillede en stor rolle som grundlægger.
Murværket her er opus listatum og opus incertum.
Væggene på trappernes sider er lavet af opus latericium.
Kun få rester af den originale stukbelægning er bevaret.

### Østsiden: Rum for collegier og rum for salg af kød og fisk
Det tilstødende rum til venstre eller nord for det kejserlige kultrum blev sandsynligvis brugt til religiøse ceremonier, ofringer eller fester (de: Opfergelage) af det collegium, der var ansvarlig for den kejserlige kult.
I betragtning af omgivelserne er det ikke sandsynligt, at der her blev hædret andre end kejserens geni, genius.
Ifølge andre ældre teorier var det banketrummet for et handelskooperativ, eller markedsretten var placeret her.
Umiddelbart til venstre for indgangen fandt man over 1000 mønter.
Det kunne have været en 'collegiekasse' eller den daglige omsætning for en af de handlende.
Andre kilder rapporterer, at mønterne blev fundet direkte ved nordindgangen eller i salgsrummet for kød og fisk mod syd.
Foran collegierummet blev der fundet fåreskeletter, oksekranier og knogler.
Formentlig var der her en mindre afgrænset afdeling for offerdyr eller et område for dyr til salg.
Indenfor kan man stadig mod højre se et alter,
som består af to marmorlag med en basaltplade ovenpå.
Pladen har en hævet kant og et hul i et hjørne, hvilket tyder på, at alteret blev brugt til libation, drikoffer.
Betydningen af et marmorklædt podium på sydmuren er stadig uklar.
Det menes, at det – som de store sidenicher på Eumachia-bygningen – tjente som stade for praecones, udråbere, og argentarii, møntvekslere.
Imidlertid modsiges denne hypotese af rummets religiøse betydning.
Her finder man også to små vægmalerier med eroter.
På et billede kan man se dem drikke vin og spille lyre, på den anden er de afbildet undfer offerhandlinger.
Nissen foreslog at podiet kunne have været stedet for larer, skytsånder eller -guder.
Man antager at fisk og kød blev solgt i rummet til højre eller syd for rummet for den kejserlige kult.
På tre sider (nord, øst, syd) var der en skranke eller salgsdisk
som midt på østmuren var afbrudt et enkelt sted, og på sydmuren var disken kun ca. 3/4 af væggens længde.
Den venstre halvdel af salgsdisken var forsynet med en speciel indretning der blev brugt til at samle og lede vand til en lille afledningskanal på sydsiden.
Denne halvdel var sandsynligvis beregnet til salg af fisk.
Hele disken var med en let hældning, så væsker kunne løbe af.

## Bygningshistorie
Udforskningen af Macellums arkitekturhistorie går tilbage til Amedeo Maiuri (1886-1963).
Den i dag synlige bygning daterer til 130-120 f.Kr. Der var imidlertid en tidligere bygning med tilsvarende dimensioner på samme sted, som dog ikke havde rotunde i midten.
På nord- og og sydsiden svarede den oprindelige porticus til den senere, men på øst- og vestsiden var den rummeligere.
På den sydlige side var der en række boder, tabernae, der ikke var så dybe og anderledes opdelt.
På østsiden havde nogle rum en smuk vægdekoration i den såkaldte første stil og med endnu en kolonnade.
Facaden svarede ikke til den senere tilstand.
Den stod længere fremme, tættere på Forum.
Den åbne markedsplads var dækket af en omhyggeligt udglattet (de: geglätteten) og stampet stenbelægning.
Boderne havde et gulv af små stenstykker, skærver (de: Steinsplittern) og et lag mørtel.
I rummene på den østlige side var mørtelen blandet med knuste skærver (de: Ziegelsteinen, såkaldt opus signinum).
På det afdækkede sted blev gulvene brugt til 62 e.Kr., gradvist erstattet af opus signinum i de overdækkede rum.
I den Julian-Claudianske periode blev området omlagt og fik sin endelige form.
Den oprindelige kolonnade af tuf blev i første omgang bevaret, men gennemskåret på vestsiden for at oprette en hellig ædicula af opus incertum, som snart faldt i glemsel.
Til denne fase hører også boderne på vest- og nordsiden.
Men det meste af bygningen går tilbage til efter jordskælvet i 62 e.Kr., hvilket førte til fuldstændig fjernelse af tufkolonnaderne.
Kun nederste etage er bevaret, men over den var en mansard hvor man antager at rummene for Macellums personale lå.
Adgangen hertil var via en trætrappe, som via et trægalleri førte til rummene.

## Udvalgte romerske murværkstyper
| Billede                     | Betegnelse                      | Beskrivelse |
| --------------------------- | ------------------------------- | --- |
| Opus caementicium (commons) | Romersk beton Opus caementicium | Artiklen 'romersk beton' har blandt andet: 'Romersk beton' (latin: opus caementicium) var et byggemateriale, der blev anvendt fra den sene Romerske republik til Romerrigets fald. Romersk beton var baseret på hydraulisk hærdende cement. Det er holdbart på grund af dets inkorporering af vulkansk aske, som forebygger spredningen af sprækker og revner. Romersk beton blev normalt skalmuret med natursten eller mursten, og interiører kan være yderligere dekoret med stuk, freskomalerier, eller forskelligfarvede tynde plader bestående af 'marmoreret beton'. |
| Opus incertum (commons)     | Opus incertum                   | Opus incertum ('blandet', 'uregelmæssig', også opus antiquum) var en gammel romersk konstruktionsteknik, der brugte uregelmæssigt formede og tilfældigt placerede sten eller knytnævestore blokke, der blev indsat i en kerne af opus caementicium. |
| Opus vittatum (commons)     | Opus vittatum opus listatum     | Opus vittatum ('murværk med bånd'?) eller opus listatum er et 'kombinationsmurværk', hvor facaden eller 'forskalningsmuren' har skifter af mursten der veksler med skifter af stenblokke – her opus reticulatum – på en kerne af opus caementicium |
| Opus reticulatum (commons)  | Opus reticulatum                | Opus reticulatum ('lille net') er en slags forskalningmurværk uden på en kerne af opus caementicium. De firkantede sten sættes på højkant så fugerne bliver diagonale. |
| Opus lateritium (commons)   | Opus latericium opus lateritium | Ved opus latericium ('later': teglsten – også opus testaceum, a piece of burned clay, brick, tile) består facaden eller skalmuren af enkle mursten |
| Opus signinum (commons)     | Opus signinum                   | Opus signinum er en blanding af mørtel/beton med skærver af keramik og potteskår. (Jmarcussen.dk) – Minder om terrazzo |
| Opus spicatum (commons)     | Opus spicatum                   | Opus spicatum har kornaks- eller sildebensmønster. |